# 弗隆特納克縣
芳堤娜縣（英語：Frontenac County）是加拿大安大略省東南部一個地方行政區，坐落安大略湖的東端盡頭，西接倫諾克斯和阿丁頓縣，北臨倫弗魯縣，東及拉納克縣和列斯和格倫維爾聯合縣，南面則隔聖羅倫斯河與美國紐約州傑佛遜縣對望。芳堤娜縣的縣治設於京士頓市内的格倫伯尼區（Glenburnie），而京士頓市和芳堤娜縣亦屬於同一個人口普查區；然而，京士頓市卻是一個獨立於芳堤娜縣的分割行政區（separated municipality），兩者在行政上互不相干。據2011年人口普查所示，芳堤娜縣連同京士頓市共有149,738名居民。
上加拿大政府於1792年設立芳堤娜縣，以前新法蘭西總督路易·德·布阿德·德·芳堤娜（Louis de Buade de Frontenac）为名。但當時只作選舉、民兵防衛、勘探和土地註冊之用，沒有地方行政功能；該縣的實際行政事務由米德蘭區（District of Midland）負責。區級行政區別於1849年取消，其行政功能由縣級行政區別取代，芳堤娜縣自此與倫諾克斯縣和阿丁頓縣聯合管理。1863年，倫諾克斯和阿丁頓申請脫離芳堤娜縣自組縣級行政區，並於1864年9月30日獲批准設縣；三縣聯合政府於1865年1月1日正式解散，芳堤娜縣正式成立縣級政府。

## 轄區
- 北芳堤娜鄉（Township of North Frontenac）
- 中芳堤娜鄉（Township of Central Frontenac）
- 南芳堤娜鄉（Township of South Frontenac）
- 芳堤娜群島鄉（Township of Frontenac Islands）

## 外部連結
- （英文）芳堤娜縣官方網站 （页面存档备份，存于）